# PrettyMuch
PRETTYMUCH е американо-канадска момчешка група, създадена в Лос Анджелис, Калифорния през 2016 г. от Саймън Кауъл. Състои се от четирима членове – Брендън Ареага, Едуин Оноре, Остин Портър и Зайън Куону.

## История

### 2016-2017 г.: Създаване и ранна кариера
Членовете на групата се занимават със солова кариера преди да бъдат събрани от собственика на Syco Music Саймън Кауъл и бившия президент на лейбъла Сони Такхар. На 18 март 2016 г. момчетата започват да живеят заедно в Лос Анджелис, където работят върху танцовите си умения и записват дебютния си миниалбум.
През 2017 г. групата придобива популярност в социалните мрежи с кавъри и видеа, в които момчетата танцуват. Дебютният сингъл на PRETTYMUCH, „Would You Mind“, написан от Саван Котеча и Джейкъб Кашър, излиза през юли 2017. Един месец по-късно, групата изпълнява песента на 2017 Teen Choice Awards и пее акапелна версия на червения килим на Mузикалните награди на MTV за видео 2017. Официалното видео на песента излиза през септември. В него момчетата танцуват и скачат, като са включени и кадри от тяхно пътуване. Видеото е вдъхновено от бой бандите на 90-те и началото на 21 век, например Бекстрийт Бойс и Ен Синк. Песента достига до топ 40 в класацията Billboard Mainstream Top 40.
PRETTYMUCH изпълняват „Would You Mind“ на Total Request Live през октомври 2017 г. Същия месец те издават и втория си сингъл „Teacher“. На 27 октомври 2017 г. излиза сингълът „Open Arms“. През декември те изпълняват песента си „No More“, колаборация с Френч Монтана, на финала на британския X Factor. По това време групата тръгва на турне в САЩ, носещо името PRETTYMUCH EVERYWHERE Tour. Бой бандата изпълнява песните си „No More“ и „Open Arms“ на Total Request Live на 17 януари 2018 г.

### 2018-2019: PRETTYMUCH An EP, Phases-EP и INTL:EP
Дебютният миниалбум на групата PRETTYMUCH an EP излиза на 19 април 2018 г. и включва сингъла „10 000 Hours“. На 22 юни е издаден летният сингъл „Summer On You“, написан от Ед Шийрън и продуциран от Стийв Мак. Групата изпълнява песента на The Late Late Show with James Corden, както и на Музикалните награди на MTV за видео 2018 на Push Artist сцената. „Summer On You“ достига до топ 50 на поп радио класацията в САЩ. На 28 септември 2018 излиза сингълът „Solita“ с Rich The Kid.
Сингълът на групата „Real Friends“ е издаден на 17 октомври, броени дни преди турнето им The Funktion Tour. Скоро след края на турнето, на 14 декември, излиза песента „Jello“, чието видео излиза още на същия ден. На 25 януари 2019 г. е издадена песента „BLiND“. Вторият сингъл на PRETTYMUCH за 2019, „Phases“, излиза на 25 април. На 20 май излиза „Gone 2 Long“, песен, написана и продуцирана изцяло от Брендън Ареага. „Phases EP“ е издаден на 24 май и се състои от шест песни - двата предварително издадени сингъла („Phases“ и „Gone 2 Long“), както и четири нови песни – „Eyes Off You“, „Temporary Heart“, „4U“ и „One Shot“.
На 11 юли 2019 в Далас, Тексас започва турнето на PRETTYMUCH FOMO Tour с подгряваща изпълнителка Макензи Зиглър. Седмица по-късно, на 19 юли излиза „Lying“, колаборация с Lil Tjay. На 16 август групата пуска песента „Rock Witchu“, продуцирана изцяло от Брендън Ареага.
На 23 октомври излиза колаборацията на PRETTYMUCH с латиноамериканската момчешка група CNCO „Me Necesita“ (в превод „Тя се нуждае от мен“). В официалното видео двете групи се изправят една срещу друга във футболен мач и танцуват заедно. На 22 ноември излиза третият миниалбум на групата „INTL:EP“, който се състои от четири колаборации с изпълнители от различни страни - предварително издадената „Me Necesita“, „Love“ с филипинския певец Иниго Паскуал, „The Weekend“ с бразилската изпълнителка Луиза Сонза и „Up To You“ с корейската момчешка група Ен Си Ти Дрийм. На 10 март 2020 г. става ясно, че PRETTYMUCH ще подгряват за Камила Кабейо на турнето ѝ The Romance Tour.  По-късно обаче турнето е отменено поради пандемията от COVID-19.

### 2020–настояще: Нов лейбъл и Smackables
След активна изминала година, през 2020 г. PRETTYMUCH не издават нито една нова песен. През този период музикалната им компания Syco Music прекратява дейността си. През декември групата обявява, че е сключила договор със Сайър Рекърдс.
На 22 януари 2021 г. излиза сингълът им "Stars", съпроводен от официално видео. На 29 януари PRETTYMUCH издават четвъртия си миниалбум „Smackables“ заедно с официално видео за песента „Parking Spot“.
На 19 февруари групата издава сингъла "Lonely" заедно с официално видео. На 26 февруари излиза миниалбумът "Smackables (Deluxe Edition)". Освен трите издадени в предишното EP песни, той включва заглавната песен "Smackables", "Lonely" и "Corpus Christi". На 4 и 5 март се състои виртуален концерт, в който PRETTYMUCH споделят информация за новите си песни, изпълняват на живо "Stars", "Parking Spot" и "Smackables" и излъчват премиерно видеото на "Corpus Christi". На 16 март PRETTYMUCH изпълняват песента "Stars" в предаването Good Morning America.
След като пуска тийзъри на песента в ТикТок, бой бандата издава "Trust" на 30 юли 2021. Официалното видео, което излиза на същия ден, е режисирано от Иън Истууд и редактирано от Брендън Ареага.
През юли 2022 PRETTYMUCH издават сингъла "Talking 2 You", която използва части от песента на Tears For Fears "Shout". На 7 октомври същата година бой бандата обявява, че Ник Мара напуска групата и тя ще продължи да съществува с останалите четирима членове.  Заедно с новината, останалите членове издават песента "H2L" на музикалната платформа Sound.xyz.

## Дискография
PRETTYMUCH са издали пет миниалбума, двадесет и три сингъла и двадесет и четири официални видеа.

### Миниалбуми
| Заглавие                    | Детайли за албума                                                                            |
| --------------------------- | -------------------------------------------------------------------------------------------- |
| PRETTYMUCH an EP            | - Дата на издаване: 19 април 2018 - Музикална компания: Syco - Формат: Дигитален             |
| Phases EP                   | - Дата на издаване: 24 май 2019 - Музикална компания: Syco - Формат: Дигитален               |
| INTL:EP                     | - Дата на издаване: 22 ноември 2019 - Музикална компания: Syco - Формат: Дигитален           |
| Smackables                  | - Дата на издаване: 29 януари 2021 - Музикална компания: Сайър Рекърдс - Формат: Дигитален   |
| Smackables (Deluxe Edition) | - Дата на издаване: 26 февруари 2021 - Музикална компания: Сайър Рекърдс - Формат: Дигитален |

### Сингли
| Заглавие                          | Година | Най-висока позиция | Най-висока позиция | Най-висока позиция | Албум                       |
| Заглавие                          | Година | US Pop             | NZ Hot             | UK                 | Албум                       |
| --------------------------------- | ------ | ------------------ | ------------------ | ------------------ | --------------------------- |
| „Would You Mind“                  | 2017   | 40                 | —                  | 100                | Самостоятелен сингъл        |
| „Teacher“                         | 2017   | —                  | —                  | —                  | Самостоятелен сингъл        |
| „Open Arms“                       | 2017   | —                  | —                  | —                  | Самостоятелен сингъл        |
| „No More“ (с Френч Монтана)       | 2017   | —                  | —                  | 77                 | Самостоятелен сингъл        |
| „Hello“                           | 2018   | —                  | —                  | —                  | PRETTYMUCH an EP            |
| „10,000 Hours“                    | 2018   | —                  | —                  | —                  | PRETTYMUCH an EP            |
| „Healthy“                         | 2018   | —                  | —                  | —                  | PRETTYMUCH an EP            |
| „On My Way“                       | 2018   | —                  | —                  | —                  | PRETTYMUCH an EP            |
| „Summer On You“                   | 2018   | 49                 | —                  | —                  | Самостоятелен сингъл        |
| „Solita“ (с Rich The Kid)         | 2018   | —                  | —                  | —                  | Самостоятелен сингъл        |
| „Real Friends“                    | 2018   | —                  | —                  | —                  | Самостоятелен сингъл        |
| „Jello“                           | 2018   | —                  | 34                 | —                  | Самостоятелен сингъл        |
| „Blind“                           | 2019   | —                  | —                  | —                  | Самостоятелен сингъл        |
| „Phases“                          | 2019   | —                  | 26                 | —                  | Phases EP                   |
| „Gone 2 Long“                     | 2019   | —                  | —                  | —                  | Phases EP                   |
| „Lying“ (с Lil Tjay)              | 2019   | —                  | 19                 | —                  | Самостоятелен сингъл        |
| „Rock Witchu“                     | 2019   | —                  | —                  | —                  | Самостоятелен сингъл        |
| „Me Necesita“ (със CNCO)          | 2019   | —                  | —                  | —                  | INTL:EP                     |
| „Stars“                           | 2021   | —                  | —                  | —                  | Smackables                  |
| „Lonely“                          | 2021   | —                  | —                  | —                  | Smackables (Deluxe Edition) |
| „Trust“                           | 2021   | —                  | —                  | —                  | Самостоятелен сингъл        |
| „I Don't Wanna Leave“ (с Jeremih) | 2021   | —                  | —                  | —                  | Самостоятелен сингъл        |
| „Talking 2 You“                   | 2022   | —                  | —                  | —                  | Самостоятелен сингъл        |

### Музикални видеа
- „Would You Mind“ (2017)
- „Teacher“ (2017)
- „Open Arms“ (2017)
- „No More“ (2017) с French Montana
- „10,000 Hours“ (2018)
- „Hello“ (2018)
- „Summer On You“ (2018)
- „Jello“ (2018)
- „Blind“ (2019)
- „Phases“ (2019)
- „Gone 2 Long (Choir Version)“ (2019)
- „Lying“ (2019) с Lil Tjay
- „Me Necesita“ (2019) с CNCO
- „The Weekend“ (2019) с Луиза Сонза
- „Love“ (2019) с Иниго Паскуал
- „Stars“ (2021)
- „Parking Spot“ (2021)
- „Free“ (2021)
- „Lonely“ (2021)
- „Smackables“ (2021)
- „Corpus Christi“ (2021)
- „Trust“ (2021)
- „I Don't Wanna Leave“ (2021) с Jeremih
- „H2L“ (2022)

## Членове

### Настоящи членове
- Брендън Майкъл Лий Ареага (роден на 14 декември 1999)| Далас, Тексас

- Едуин Джоел Оноре (роден на 12 февруари 1999)        | Бронкс, Ню Йорк

- Остин Дейл Портър (роден на 14 август 1997)          | Шарлът, Северна Каролина

- Кейлъб Зайън Куону (роден на 29 юни 1999)            | Отава, Онтарио, Канада

### Бивши членове
- Николас Картър Мара (роден на 8 ноември 1997)        | Инглиштаун, Ню Джърси

## Награди и номинации
| Година | Награда                      | Категория               | Номиниран  | Резултат  |
| ------ | ---------------------------- | ----------------------- | ---------- | --------- |
| 2018   | iHeart Radio Music Awards    | Best Boyband            | PRETTYMUCH | Номиниран |
| 2018   | MTV Video Music Awards       | Push Artist of the Year | PRETTYMUCH | Номиниран |
| 2018   | 2018 MTV Europe Music Awards | Best Push               | PRETTYMUCH | Номиниран |
| 2018   | 2018 MTV Europe Music Awards | Best Group              | PRETTYMUCH | Номиниран |
| 2019   | 2019 Teen Choice Awards      | Choice Music Group      | PRETTYMUCH | Номиниран |
| 2019   | 2019 MTV Video Music Awards  | Best Group              | PRETTYMUCH | Номиниран |

## Турнета
Като главен изпълнител
- PRETTYMUCH Everywhere Tour (2018)
- FUNKTION Tour (2018)
- The FOMO Tour (2019)

Като подгряващ изпълнител
- Jack & Jack Tour (2017)
- Roxy Tour на Калид (2018)